# S&M (album)
S&M – płyta koncertowa zespołu Metallica zawierająca najpopularniejsze nagrania zespołu, nagrana w 1999 z orkiestrą symfoniczną z San Francisco pod batutą Michaela Kamena. Na albumie dodatkowo znajdują się dwa nowe utwory („No Leaf Clover” i „–Human”).
Nagrania w Polsce uzyskały status podwójnie platynowej płyty.

## Lista utworów
Opracowano na podstawie materiału źródłowego.
| CD 1 | CD 1                           | CD 1                               | CD 1    |
| Nr   | Tytuł utworu                   | Autorzy                            | Długość |
| ---- | ------------------------------ | ---------------------------------- | ------- |
| 1.   | „The Ecstasy of Gold”          | Ennio Morricone                    | 2:30    |
| 2.   | „The Call of Ktulu”            | Hetfield, Ulrich, Mustaine, Burton | 9:34    |
| 3.   | „Master of Puppets”            | Hetfield, Ulrich, Burton, Hammett  | 8:54    |
| 4.   | „Of Wolf and Man”              | Hetfield, Ulrich, Hammett          | 4:18    |
| 5.   | „The Thing That Should Not Be” | Hetfield, Ulrich, Hammett          | 7:26    |
| 6.   | „Fuel”                         | Hetfield, Ulrich, Hammett          | 4:35    |
| 7.   | „The Memory Remains”           | Hetfield, Ulrich                   | 4:42    |
| 8.   | „No Leaf Clover”               | Hetfield, Ulrich                   | 5:43    |
| 9.   | „Hero of the Day”              | Hetfield, Ulrich, Hammett          | 4:44    |
| 10.  | „Devil’s Dance”                | Hetfield, Ulrich                   | 5:26    |
| 11.  | „Bleeding Me”                  | Hetfield, Ulrich, Hammett          | 9:01    |
|      |                                |                                    | 1:06:53 |

| CD 2 | CD 2                      | CD 2                      | CD 2    |
| Nr   | Tytuł utworu              | Autorzy                   | Długość |
| ---- | ------------------------- | ------------------------- | ------- |
| 1.   | „Nothing Else Matters”    | Hetfield, Ulrich          | 6:47    |
| 2.   | „Until It Sleeps”         | Hetfield, Ulrich          | 4:29    |
| 3.   | „For Whom the Bell Tolls” | Hetfield, Ulrich, Burton  | 4:52    |
| 4.   | „–Human”                  | Hetfield, Ulrich          | 4:19    |
| 5.   | „Wherever I May Roam”     | Hetfield, Ulrich          | 7:01    |
| 6.   | „The Outlaw Torn”         | Hetfield, Ulrich          | 9:58    |
| 7.   | „Sad But True”            | Hetfield, Ulrich          | 5:46    |
| 8.   | „One”                     | Hetfield, Ulrich          | 7:53    |
| 9.   | „Enter Sandman”           | Hetfield, Ulrich, Hammett | 7:39    |
| 10.  | „Battery”                 | Hetfield, Ulrich          | 7:24    |
|      |                           |                           | 1:06:08 |

## Twórcy
Opracowano na podstawie materiału źródłowego.
| Zespół Metallica w składzie - James Hetfield – gitara rytmiczna, wokal prowadzący, produkcja muzyczna; gitara prowadząca („Nothing Else Matters”), solo gitarowe (bridge utworu „Master Of Puppets” oraz outro utworu „The Outlaw Torn”) - Lars Ulrich – perkusja, produkcja muzyczna - Kirk Hammett – gitara prowadząca, chórki; gitara rytmiczna („Nothing Else Matters”) - Jason Newsted – gitara basowa, wokal wspierający oraz - San Francisco Symphony Orchestra pod batutą Michaela Kamena | Inni - Randy Staub – realizacja nagrań, miksowanie - George Marino – mastering - Andie Airfix – oprawa graficzna - Bob Rock – produkcja muzyczna, inżynieria dźwięku |

## Listy sprzedaży
CD
| Lista                     | Kraj              | Pozycja | Status             |
| ------------------------- | ----------------- | ------- | ------------------ |
| Ö3 Austria Top 40         | Austria           | 3       | –                  |
| ARIA Charts               | Australia         | 1       | platynowa płyta    |
| Billboard Canadian Albums | Kanada            | 4       | 3x platynowa płyta |
| Suomen virallinen lista   | Finlandia         | 2       | złota płyta        |
| MegaCharts                | Holandia          | 2       | –                  |
| Recorded Music NZ         | Nowa Zelandia     | 16      | –                  |
| VG-Lista                  | Norwegia          | 1       | –                  |
| Sverigetopplistan         | Szwecja           | 1       | –                  |
| Schweizer Hitparade       | Szwajcaria        | 4       | –                  |
| Billboard 200             | Stany Zjednoczone | 2       | 5x platynowa płyta |
| UK Albums Chart           | Wielka Brytania   | 33      | złota płyta        |

DVD
| Lista                     | Kraj              | Pozycja | Status             |
| ------------------------- | ----------------- | ------- | ------------------ |
| ARIA Charts               | Australia         | –       | 7x platynowa płyta |
| Billboard Music DVD Chart | Stany Zjednoczone | 12      | 6x platynowa płyta |
| Suomen virallinen lista   | Finlandia         | 4       | –                  |